# Sandra Petrović Jakovina
Sandra Petrović Jakovina (ur. 21 marca 1985 w Zagrzebiu) – chorwacka prawniczka i polityk, posłanka krajowa i deputowana do Parlamentu Europejskiego VII kadencji.

## Życiorys
W 2006 zaangażowała się w działalność Socjaldemokratycznej Partii Chorwacji. Ukończyła w 2009 studia prawnicze na Uniwersytecie w Zagrzebiu. W 2010 podjęła pracę w kancelarii prawnej w miejscowości Pitomača, a także w administracji grupy politycznej Postępowego Sojuszu Socjalistów i Demokratów.
W wyborach w 2011 z listy SDP została wybrana w skład Zgromadzenia Chorwackiego. W pierwszych w historii Chorwacji wyborach do Parlamentu Europejskiego w 2013 uzyskała mandat eurodeputowanej, który wykonywała do 2014.
Zamężna z Tihomirem Jakoviną.